# Return to Casual
Return to Casual ist ein Jazzalbum von Walter Smith III. Die um 2022 im Sear Sound Studio, New York City, entstandenen Aufnahmen erschienen am 7. April 2023 auf Blue Note Records.

## Hintergrund
Für Return to Casual, sein Debüt auf Blue Note, nutzt der Saxophonist Walter Smith III ein Quintett; dessen Besetzung auf diesem Album ist dieselbe wie auf seiner Veröffentlichung von 2014, Still Casual (sein Debüt hieß Casually Introducing…) mit dem Pianisten Taylor Eigsti, dem Gitarristen Matthew Stevens, dem Bassisten Harish Raghavan und dem Schlagzeuger Kendrick Scott. Trompeter Ambrose Akinmusire ist Gast auf zwei Tracks, von denen einer „River Styx“ ist. Akinmusire war es, der Smith erstmals mit „Mother Stands for Comfort“ bekannt machte, der einzigen Coverversion auf dem Album. „Shine“ zollt den Verstorbenen des Jahres 2020 im Jazz Tribut, nämlich Wallace Roney, Jimmy Heath und Ellis Marsalis. „REVIVE“ stellt Smiths Hommage an Meghan Stabile dar, eine Künstlerin, Promoterin, Aktivistin und Freundin, um die die Jazz-Community Anfang 2023 angesichts ihres frühen Todes mit 39 Jahren trauerte.

## Titelliste
- Walter Smith III: Return to Casual (Blue Note – 4886621)[1]

1. Contra 5:02
2. River Styx 5:31
3. Pup-Pow 2:34
4. Shine 6:06
5. Mother Stands for Comfort (Kate Bush) 4:07
6. Quiet Song 5:36
7. Lamplight 3:37
8. Amelia Earhart Ghosted Me 5:26
9. K8 + BYU$ 6:45
10. Revive 3:56

Wenn nicht anders vermerkt, stammen die Kompositionen von Walter Smith III.

## Rezeption

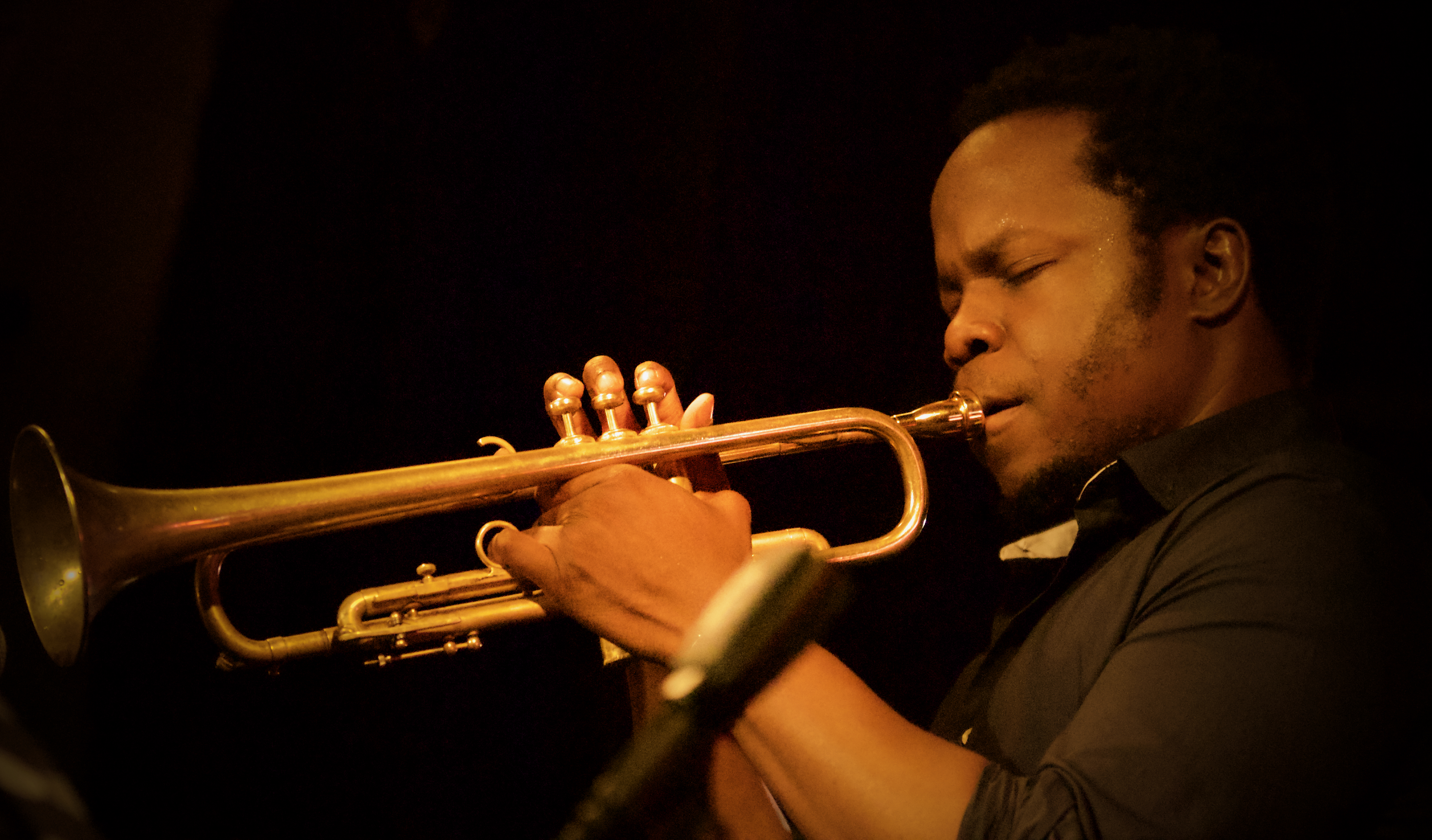
Ambrose Akinmusire (2014)

Phil Freeman (Ugly Beauty/Stereogum) zählte das Album zu den besten Neuveröffentlichungen des Monats und hob das Stück „River Styx“ hervor, auf dem Trompeter Ambrose Akinmusire zu hören ist. Die beiden Musiker würden seit fast 20 Jahren zusammenspielen, und sie wüssten genau, wie man sich gegenseitig bei einer Melodie beschatte und dann zur Seite trete, damit jeder ein impressionistisches, aber starkes Solo spielen kann.
Neil Spencer schrieb in The Guardian, Smith habe eine sechsköpfige Besetzung für dieses Album versammelt, auf dem er seine Qualitäten als Tenorsaxophonist für unsere Zeit bekräftige, wobei sein luftiger Ton die Vergangenheit – insbesondere Dexter Gordon – widerspiegelt, obwohl er die knallharte Kompliziertheit des Post-Bop umgreife. Dabei zeige sich sowohl elegant spielend als auch beredt wie ein Wasserfall; es sei eine fesselnde und vielfältige Reihe von Eigenkompositionen sowie einer Coverversion von Kate Bushs „Mother Stands for Comfort“.
Return to Casual ist eine Freude, lobte Thom Jurek und verlieh dem Album in Allmusic vier Sterne. Smiths Kompositionen seien üppig, manchmal liedhaft und voller subtiler, aber tiefgründiger klanglicher Ideen, die zu den unerwartetsten Zeiten auftauchen. Die Bandmitglieder hätten seit ihrer Mitwirkung bei Still Casual vor neun Jahren zu einer Gruppe von Spielern entwickelt, die sich gegenseitig vertrauen und sich gegenseitig in einem Programm des großartigen Musizierens ermutigen.
Olaf Maikopf bescheinigt den Musikern bei seiner Besprechung in Jazz thing eine „reife Tiefe in der Ausgestaltung eines Klangraumes.“ Return to Casual sei eine bemerkenswerte Platte. Sie biete wechselnde Stimmungen, von vergnügt bei „Contra“ über das dynamische „River Styx“ mit an- und abschwellenden Unterströmungen, einem weniger ins Gewicht fallenden Gastauftritt von James Francies bei „K8 + Byu$“ bis hin zum expressiven „Shine“, Smiths Hommage an Wallace Roney, Ellis Marsalis und Jimmy Heath. Dort sei Smiths Spiel „am ausdrucksstärksten, tief erschüttert und doch hoffnungsvoll. Mit seiner Verehrung für die Tradition, gepaart mit einer Stimme, die irgendwie aus der Zeit gefallen scheint, aber nach vorne drängt, belegt er eindeutig seinen eigenen Weg.“